# Højdekurve
En højdekurve er en linje på et kort, hvor alle punkter på højdekurven ligger i samme afstand over normal vandstand (kote). Flere højdekurver for forskellige koter gør det muligt at se højdeforandringer i landskabet.
Ordet højdekurve bruges ofte fejlagtigt om en højdeprofil.

## Højdekurver i praksis
For at kunne vurdere i hvilken retning højdeforandringer i landskabet er, tegnes højdekurver typisk med forskellige linjer (tykke, tynde eller stiplede). F.eks. er Geodatastyrelsens landkort 1:25.000 angivet med tykke linjer for hver 25 højdemeter, tynde linjer for hver 5 højdemeter og stiplede linjer for hver 2,5 højdemeter. Den lodrette afstand mellem to kurver (ækvidistancen) er således 2,5 meter. Herudover er der på visse steder angivet koten for enkelte højdekurver. Dette gør det muligt at fastslå koten for de øvrige højdekurver. Såfremt højdekurverne er komplette (uafbrudte), vil to højdekurver af samme type (f.eks. stiplede) ved siden hinanden have samme højde. Området mellem to sådanne højdekurver må derfor være en top eller en dal. 
Jo tættere kurverne er, des stejlere er tærrenet.